# 400 هـ
400 هـ هي سنة في التقويم الهجري امتدت مقابلةً في التقويم الميلادي بين سنتي 1009 و1010.

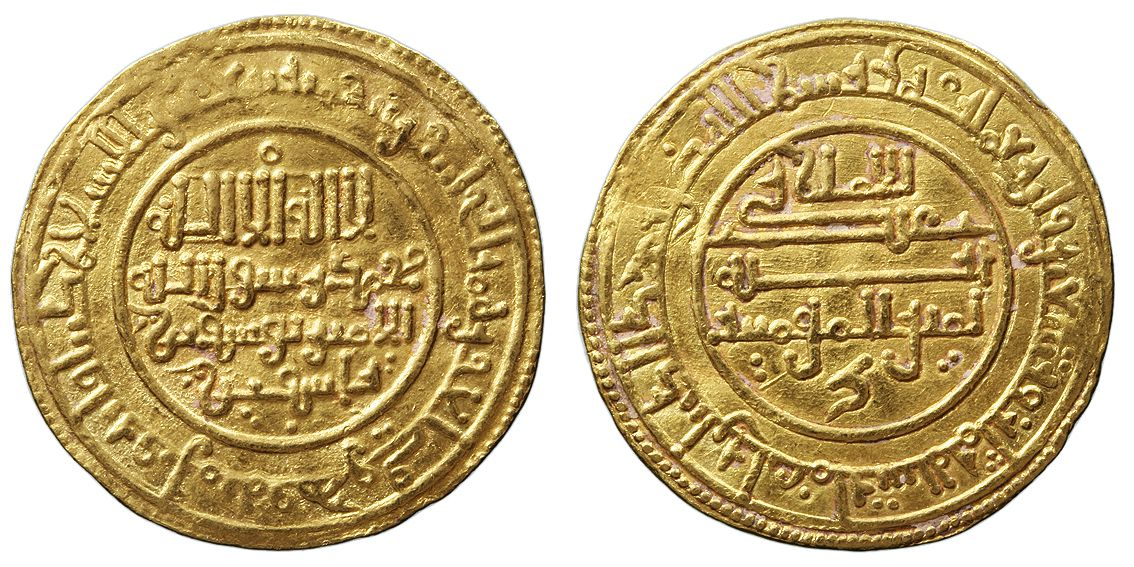
لقب ((أمير المؤمنين)) على دينار يوسف بن تاشفين

## مواليد
- يوسف بن تاشفين
- ابن أبي العلاء
- ابن الصباغ الشافعي
- علي إقبال الدولة

## وفيات
- أبو الفتح البستي
- المتيم الأفريقي
- علي بن عباس الأهوازي
- عمار الموصلي
- محمد المهدي بالله
- ابن المجوسي

- عائشة القرطبية